# Conférence de Vilnius

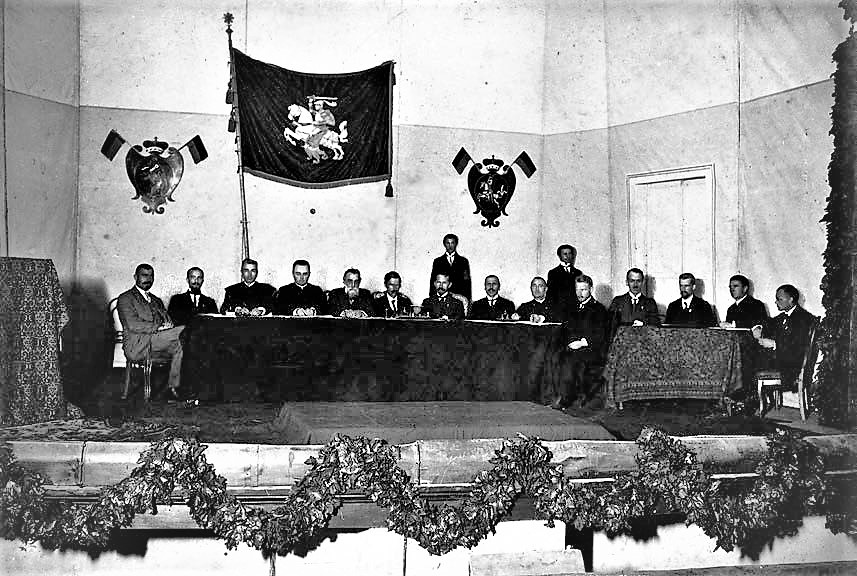
Presidium et secrétariat de la Conférence de Vilnius. Le hall était décoré de petits drapeaux bicolores (rouge et vert) dont trois sont visibles sur l'image. Cétait une des propositions pour le Drapeau de la Lituanie. Les délégués conclurent qu'il était trop sombre et lugubres et rajoutèrent une bande jaune.

La Conférence de Vilnius ou Conférence nationale de Vilnius (lituanien : Vilniaus konferencija) s'est réunie entre le 18 et le 22 septembre 1917. Elle amorce le processus d'établissement d'un État lituanien fondé sur une identité ethnique et de langue qui serait indépendant de l'Empire russe, la Pologne et l'Empire allemand. Elle a élu un Conseil de Lituanie composé de vingt membres à qui est confiée la mission de déclarer et restaurer une Lituanie indépendante. La Conférence, dans l'espoir d'exprimer la volonté du  peuple lituanien, a donné l'autorité légale au Conseil et ses décisions. Bien que la Conférence ait inscrit les principes fondamentaux de l'indépendance lituanienne, elle délègue tous les sujets de structuration politique de la future Lituanie à l'Assemblée constituante, qui serait élue plus tard de manière démocratique.

## Contexte historique

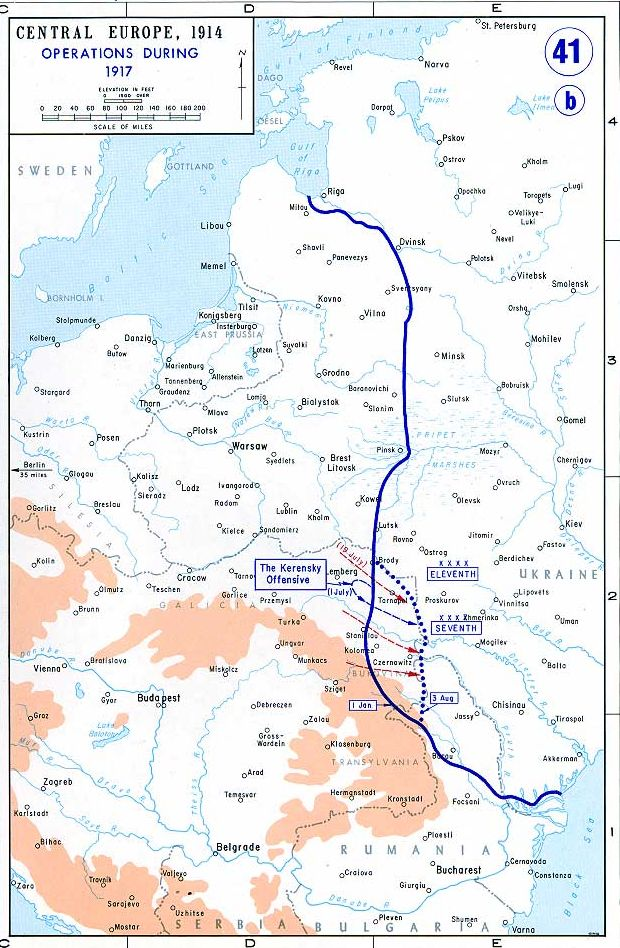
Front de l'Est en 1917.

La Lituanie existe en tant qu'État indépendant depuis le début du XIIIe siècle jusqu'en 1569, quand elle forme une communauté d'intérêts avec la Pologne, l'Union polono-lituanienne. L'Union cesse après les Partages de l'Union à la fin du XVIIIe siècle. La majorité du territoire lituanien a été intégrée à l'Empire russe. Une poussée pro-indépendantiste lituanienne a eu lieu pendant le XIXe siècle, fondée sur les concepts d'autodétermination nationale qui ont été formalisés dans le discours des Quatorze points de Wilson de janvier 1918.